# Insurgência curda no Iraque em 1975–1979
A insurgência curda no Iraque em 1975–1979 foi uma rebelião de baixo nível entre 1975 e 1979 da União Patriótica do Curdistão contra o Iraque Baathista, após a derrota do Partido Democrático do Curdistão na Segunda Guerra Curdo-Iraquiana, que forçou a organização a declarar um cessar- fogo e passar para o exílio no Irã. Devido à falta de apoio estrangeiro, os guerrilheiros da União Patriótica do Curdistão só conseguiram operar nas regiões mais altas das montanhas do sul do Curdistão. Durante o período de militância, a União Patriótica do Curdistão imergiu em uma crise política com o Partido Democrático do Curdistão, o que levou o último a se engajar em uma intensa guerra intra-curda, atingindo o ápice em 1977. A insurgência da União Patriótica do Curdistão mais tarde transformaria-se numa aliança com as forças iranianas durante a Guerra Irã-Iraque e em um apoio pelo Irã a rebelião curda de 1983.

## Antecedentes
A autonomia no Curdistão iraquiano foi originalmente traçada em 1970 como Região Autônoma Curda após a aprovação de um Acordo de Autonomia entre o governo do Iraque e os líderes da comunidade curda iraquiana. Uma Assembleia Legislativa foi estabelecida na cidade de Arbil com autoridade teórica sobre as províncias curdas de Erbil, Dahuk e As Sulaymaniyah. No entanto, o plano de autonomia entrou em colapso devido a uma disputa pela cidade rica em petróleo de Kirkuk, resultando na Segunda Guerra Curdo-Iraquiana de 1974-1975.
Depois do Acordo de Argel de 1975, quando o Partido Democrático do Curdistão perdeu o apoio iraniano, o grupo foi derrotado e forçado a se exilar em março de 1975, enquanto os militares iraquianos reafirmaram o controle sobre todo o norte do Iraque. Como resultado, a União Patriótica do Curdistão foi formada em julho de 1975 em Damasco, na Síria, por um ramo de ex-membros do Partido Democrático do Curdistão, liderado por Jalal Talabani.

## Desenvolvimento

### Inicio da insurgência
As forças da União Patriótica do Curdistão começaram a confrontar com as forças armadas iraquianas no final de 1975, logo após a Segunda Guerra Curdo-Iraquiana, e continuariam até 1976.  Essas incursões pela União Patriótica do Curdistão contra o governo iraquiano não foram vistas favoravelmente por Mustafa Barzani, líder do Partido Democrático do Curdistão.

### Combates entre curdos
Na sequência da Segunda Guerra Curdo-Iraquiana, os grupos do Partido Democrático do Curdistão emboscaram e mataram combatentes da União Patriótica do Curdistão em várias ocasiões entre 1976 e 1977. Pequenos confrontos entre os dois partidos ocorreram em julho de 1976, janeiro de 1977 e fevereiro de 1977. Talabani jurou vingança e em vários momentos ordenou que suas tropas disparassem contra as tropas do Partido Democrático do Curdistão - mas sofria de fraquezas operacionais em comparação com o grupo rival.
Após o retorno de Talabani ao Iraque de seu exílio em Damasco em 1977, ele organizou a União Patriótica do Curdistão em tropas peshmerga, estabelecendo seu quartel-general em Nawkan (Curdistão iraniano) e nos Montes Qandil (Curdistão do Sul). Os primeiros combates intensos entre ambos ocorreram na área de Baradust em abril de 1978, quando a força de 800 combatentes da União Patriótica do Curdistão de Ali Askari foram atacados pelos peshmerga do Partido Democrático do Curdistão, liderado por Sami Abd al-Rahman. A força inferior de Askari foi esmagada pelos 7.500 soldados do Partido Democrático do Curdistão e cerca de 700 foram mortos, incluindo a captura e a execução do próprio Askari. Essa derrota fez com que muitos membros da União Patriótica do Curdistão o abandonassem em busca de uma liderança mais forte e mais eficaz.
A contenda e a ruptura continuariam ao longo dos anos de 1970, quando o Partido Democrático do Curdistão, a União Patriótica do Curdistão e o Partido Democrático do Curdistão Iraniano disputaram a influência e o financiamento pelos estados vizinhos.

## Resultado
A União Patriótica do Curdistão e o Partido Democrático do Curdistão alinhariam-se em conjunto com o Irã na Guerra Irã-Iraque, que eclodiu em 1980. Durante a guerra entre o Irã e o Iraque, uma rebelião curda ocorreu no norte do Iraque, iniciada tanto pela União Patriótica do Curdistão quanto pelo Partido Democrático do Curdistão. Com o apoio das forças iranianas, os rebeldes conseguiriam obter o controle de várias partes do Curdistão, porém após o cessar-fogo entre o Irã e o Iraque entrar em vigor, os rebeldes curdos seriam esmagados pela campanha de Al-Anfal.